# 일렉트로닉 보디 뮤직

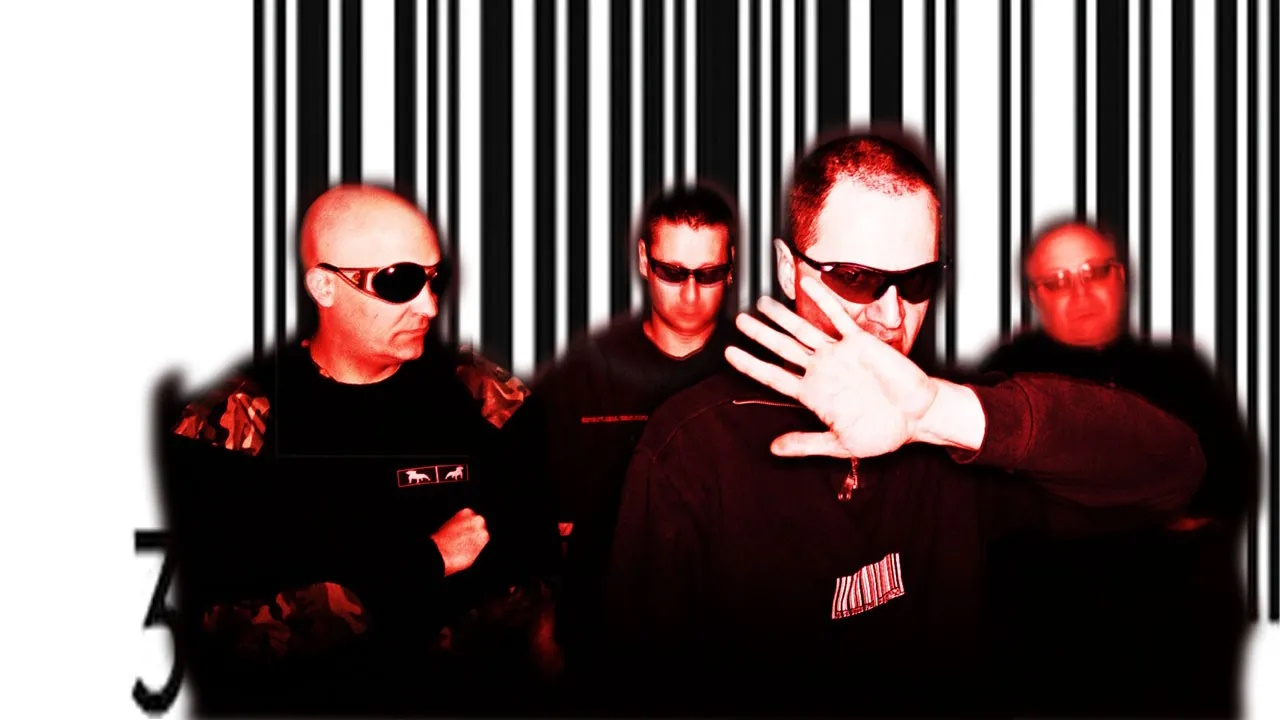

일렉트로닉 보디 뮤직(Electronic body music, EBM)은 1980년대 후반부터 1990년대 전반에 걸쳐 번성한 음악 장르이다.

## 같이 보기
- 전자 음악 장르 목록